# Zilog eZ80
Le Zilog eZ80 est un microprocesseur 8-bit conçu et fabriqué par Zilog et commercialisé à partir de 2001.
Il s'agit d'une amélioration du premier produit de l'entreprise, le Z80.

## Conception
Le eZ80 est compatible avec les fichiers binaires du z80. Il est indiqué par son fabricant comme étant jusqu'à quatre fois plus rapide que son prédécesseur, pour la même fréquence d'horloge.
Il dispose d'une unité arithmétique et logique de 24 bits et d'un système de pipeline qui lui permet de superposer plusieurs instructions. C'est entre-autres cette fonctionnalité qui lui permet d'obtenir de meilleures performances que le z80. 
De plus, par rapport aux anciens modèles dont le Z280 et le Z380, il fonctionne avec une mémoire  SRAM comme mémoire principale, ce qui le rend plus rapide et l'autorise à s'affranchir de mémoire cache.

## Variantes
Il existe deux déclinaisons du eZ80 :
- eZ80Acclaim! : cette version propose jusqu'à 128 kb de mémoire flash, 8 kb de mémoire SRAM et peut fonctionner jusqu'à 20 Mhz[3] ;
- eZ80AcclaimPlus! : cette version propose jusqu'à 256 kb de mémoire flash, 16 kb de mémoire SRAM et peut fonctionne jusqu'à 50 Mhz[4]. De plus, cette déclinaison propose un contrôleur Ethernet de type 10/100BaseT[5].

Toutes les variantes de ce Zilog eZ80 disposent d'une adresse externe et d'un bus de données : ils peuvent donc être utilisés comme microprocesseurs à usage général.

## Utilisation dans les produits grand public
Le Zilog eZ80 est utilisé par la marque Texas Instruments pour les calculatrices de la gamme TI-83 (sortie en 2015) et TI-84. On le retrouve notamment dans la TI-84 Plus CE ou la TI-83 Premium CE, destinée au marché français. Dans ces modèles, le eZ80 est utilisé en mode d'adresse 24 bits et cadencé à 48MHz.